# Xabregas
Xabregas (antigamente Enxobregas) é um local ou bairro situado na atual freguesia do Beato, em Lisboa, em torno da Rua de Xabregas. Aí se situa o Palácio de Xabregas (também designado por Palácio dos Marqueses de Olhão ou Palácio dos Melos) e o Convento de São Francisco de Xabregas.

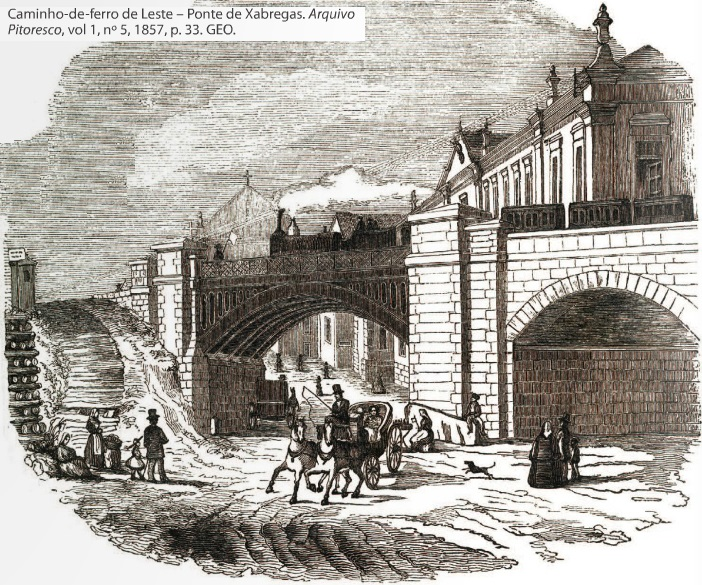
Ponte de Xabregas em 1857

## Toponímia
O topónimo perpetua na memória de Lisboa o sítio de Xabregas sobre o qual se pode avançar o seguinte:
«Quanto a Xabregas, a fantasia popular inventou-lhe uma origem em leixa bregas (deixa brigas), expressão que seria frequentemente usada num lavadouro público, existente no lugar, quando entre as mulheres surgiam brigas… Também aqui, ainda a toponímia histórica não deu uma explicação segura. Nos documentos medievais, aparecem variadas formas: Exevregas, Exabregas, Eyxebregas, Enxobregas. Como Xabregas fica junto ao Tejo, há quem relacione o nome com xavega (do ár. xabaka), rede de arrasto. Mas tendo em conta os diversos vestígios romanos encontrados na zona (marco miliário, lápide, sarcófago) pode supor-se a existência de uma povoação chamada Axabrica.» (In Lisboa Oriental, Lisboa: CML, 1993).

## Convento da Madre de Deus
O Convento da Madre de Deus, atualmente na área da freguesia da Penha de França, fez parte do Paço Real de Enxobregas, que englobava também os edifícios do Asilo D. Maria Pia e o Palácio dos Marqueses de Niza.
Fundado em 1509 pela rainha D. Leonor (1458-1525), mulher de D. João II e irmã de D. Manuel I, o Mosteiro da Madre de Deus cedo se afirmou como um espaço de excepção no contexto português.
O Museu Nacional do Azulejo está sediado nas suas instalações.